# Walter Keller (Landrat)
Walter Keller (* 6. März 1934 in Schweinfurt; † 26. Januar 2023 ebenda) war ein deutscher Verwaltungsjurist und Kommunalpolitiker (CSU).

## Werdegang
Keller kam 1966 aus der Rhön an das Landratsamt in Haßfurt. Er wurde persönlicher Berater des Landrats Oskar Heurung und dessen Stellvertreter. Nach dem Rücktritt Heurungs wurde Keller im Dezember 1967 zum Landrat des Landkreises Haßfurt gewählt. Nach der Auflösung des Landkreises 1972 im Zuge der Kreisgebietsreform wurde er zum ersten Landrat des neu gebildeten Landkreises Haßberge gewählt. Er blieb bis 30. April 1990 im Amt.
Walter Keller starb Ende Januar 2023 im Leopoldina-Krankenhaus Schweinfurt.

## Ehrungen
- 1983: Verdienstkreuz am Bande der Bundesrepublik Deutschland
- 1987: Verdienstkreuz 1. Klasse der Bundesrepublik Deutschland